# Văn Điển
Văn Điển là thị trấn huyện lỵ của huyện Thanh Trì, thành phố Hà Nội, Việt Nam.

## Địa lý
Thị trấn Văn Điển nằm ở trung tâm huyện Thanh Trì, có vị trí địa lý:
- Phía đông giáp xã Tứ Hiệp
- Phía tây giáp xã Tam Hiệp và xã Vĩnh Quỳnh
- Phía nam giáp xã Tứ Hiệp và xã Vĩnh Quỳnh
- Phía bắc giáp phường Hoàng Liệt, quận Hoàng Mai.

Thị trấn có diện tích 0,9 km², dân số năm 2022 là 16.717 người, mật độ dân số đạt 18.574 người/km².

## Lịch sử
Thị trấn Văn Điển được thành lập vào ngày 19 tháng 11 năm 1958 trên cơ sở tách xóm phố Văn Điển thuộc xã Tứ Hiệp.
Ngày 14 tháng 3 năm 1984, Hội đồng Bộ trưởng ban hành Quyết định số 42-HĐBT. Theo đó, điều chỉnh 14,8 ha diện tích tự nhiên của xã Tứ Hiệp, 25 ha diện tích tự nhiên của xã Tam Hiệp, 4,2 ha diện tích tự nhiên của xã Vĩnh Quỳnh vào thị trấn Văn Điển.